# Mellebynuten
Mellebynuten är en bergstopp i Antarktis. Den ligger i Östantarktis. Norge gör anspråk på området. Toppen på Mellebynuten är 2 363 meter över havet, eller 75 meter över den omgivande terrängen. Bredden vid basen är 0,51 km.
Terrängen runt Mellebynuten är platt österut, men västerut är den kuperad. Trakten är obefolkad. Det finns inga samhällen i närheten.